# Wereldkampioenschappen indooratletiek 2001
De wereldkampioenschappen indooratletiek 2001 werden gehouden van vrijdag 9 maart 2001 tot en met zondag 11 maart 2001 in het Portugese Lissabon. Het werd gehouden in het Pavilhâo Atlântico.
Aan het toernooi namen 510 atleten deel, afkomstig uit 136 landen.

## Recordverbeteringen
Er werd één Nederlands record verbeterd:
- Patrick van Balkom op de 200 m naar 20,77 seconden.

Er werd één Belgisch record verbeterd:
- Mohammed Mourhit op de 3.000 m naar 7.38,94 minuten.

Er werden geen wereldrecords verbeterd.

## Deelnemers

### Nederland
- Patrick van Balkom
  - 200 m - 3e in de finale met 20,96 s
- Marko Koers
  - 1500 m - 6e in de series met 3.43,17
- Bram Som
  - 800 m - 6e in de halve finale met 1.49,34

### België
- Nathan Bongelo
  - 60 m - 7e in de halve finale met 6,84 s
- Nancy Callaerts
  - 60 m - 5e in de series met 7,50 s
- Katleen De Caluwé
  - 60 m - 7e in de halve finale met 7,39 s
- Mohammed Mourhit
  - 3000 m - 2e in de finale met 7.38,94
- Tom Omey
  - 800 m - 4e in de halve finale met 1.47,67
- Jürgen Vandewiele
  - 1500 m - 8e in de series met 3.53,42
- Erik Wijmeersch
  - 60 m - 8e in de halve finale met 6,78 s

## Uitslagen

### 60 m
| rang   | land | naam                 | prestatie |
| ------ | ---- | -------------------- | --------- |
| Goud   | USA  | Tim Harden           | 6,44 (SB) |
| Zilver | USA  | Tim Montgomery       | 6,46 (PB) |
| Brons  | GBR  | Mark Lewis-Francis   | 6,51 (PB) |
| 4      | CUB  | Freddy Mayola        | 6,55 (SB) |
| 5      | AUS  | Matthew Shirvington  | 6,55 (SB) |
| 6      | GER  | Tim Göbel            | 6,59      |
| 7      | GRE  | Yeóryios Theodorídis | 6,60      |
|        | NIG  | Deji Aliu            | DSQ       |

| rang   | land | naam              | prestatie |
| ------ | ---- | ----------------- | --------- |
| Goud   | BAH  | Chandra Sturrup   | 7,05 (PB) |
| Zilver | USA  | Angela Williams   | 7,09 (PB) |
| Brons  | USA  | Chryste Gaines    | 7,12 (PB) |
| 4      | BAH  | Sevatheda Fynes   | 7,15 (SB) |
| 5      | NIG  | Mercy Nku         | 7,15      |
| 6      | BUL  | Petya Pendareva   | 7,16      |
| 7      | CHN  | Li Xuemei         | 7,20      |
| 8      | NIG  | Endurance Ojokolo | 7,23      |

### 200 m
| rang   | land | naam                 | prestatie |
| ------ | ---- | -------------------- | --------- |
| Goud   | USA  | Shawn Crawford       | 20,63     |
| Zilver | GBR  | Christian Malcolm    | 20,76     |
| Brons  | NED  | Patrick van Balkom   | 20,96     |
| 4      | JAM  | Christopher Williams | 21,12     |
| 5      | GBR  | Allyn Condon         | 21,69     |
| 6      | USA  | Kevin Little         | DNS       |

| rang   | land | naam                  | prestatie  |
| ------ | ---- | --------------------- | ---------- |
| Goud   | JAM  | Juliet Campbell       | 22,64 (WL) |
| Zilver | USA  | LaTasha Jenkins       | 22,96 (PB) |
| Brons  | BLR  | Natallia Safronnikava | 23,17      |
| 4      | SRI  | Susanthika Jayasinghe | 23,24      |
| 5      | FRA  | Muriel Hurtis         | 23,63      |
| 6      | SLO  | Alenka Bikar          | 23,74      |

### 400 m
| rang   | land | naam            | prestatie |
| ------ | ---- | --------------- | --------- |
| Goud   | GBR  | Daniel Caines   | 46,40     |
| Zilver | USA  | Milton Campbell | 46,45     |
| Brons  | JAM  | Danny McFarlane | 46,74     |
| 4      | ESP  | David Canal     | 46,99     |
| 5      | GBR  | Mark Hylton     | 47,03     |
|        | USA  | James Davis     | DNF       |

| rang   | land | naam             | prestatie |
| ------ | ---- | ---------------- | --------- |
| Goud   | JAM  | Sandie Richards  | 51,04     |
| Zilver | RUS  | Olga Kotljarova  | 51,56     |
| Brons  | RUS  | Olesja Zykina    | 51,71     |
| 4      | CHA  | Nadjina Kaltouma | 52,49     |
| 5      | USA  | Monique Hennagan | 52,83     |
| 6      | USA  | Suziann Reid     | 1.11,50   |

### 800 m
| rang   | land | naam              | prestatie    |
| ------ | ---- | ----------------- | ------------ |
| Goud   | RUS  | Joeri Borzakovski | 1.44,49      |
| Zilver | RSA  | Johan Botha       | 1.46,42      |
| Brons  | SUI  | André Bucher      | 1.46,46      |
| 4      | KEN  | David Lelei       | 1.46,88      |
| 5      | BOT  | Glody Dube        | 1.46,90 (NR) |
| 6      | POL  | Pawel Czapiewski  | 1.50,51      |

| rang   | land | naam              | prestatie |
| ------ | ---- | ----------------- | --------- |
| Goud   | MOZ  | Maria Mutola      | 1.59,74   |
| Zilver | AUT  | Stephanie Graf    | 1.59,78   |
| Brons  | CZE  | Helena Fuchsová   | 2.01,18   |
| 4      | TAN  | Msyani John Lwiza | 2.01,76   |
| 5      | RUS  | Jelena Afanasjeva | 2.02,17   |
| 6      | SLO  | Jolanda Čeplak    | 2.02,67   |

### 1500 m
| rang   | land | naam            | prestatie |
| ------ | ---- | --------------- | --------- |
| Goud   | POR  | Rui Silva       | 3.51,06   |
| Zilver | ESP  | Reyes Estévez   | 3.51,25   |
| Brons  | KEN  | Noah Ngeny      | 3.51,63   |
| 4      | KEN  | Laban Rotich    | 3.51,71   |
| 5      | MAR  | Adil Kaouch     | 3.51,91   |
| 6      | USA  | Seneca Lassiter | 3.52,39   |
| 7      | ETH  | Hailu Mekonnen  | 3.52,72   |
| 8      | UGA  | Julius Achon    | 3.53,03   |

| rang   | land | naam                   | prestatie |
| ------ | ---- | ---------------------- | --------- |
| Goud   | MAR  | Hasna Benhassi         | 4.10,83   |
| Zilver | ROU  | Violeta Beclea-Szekely | 4.11,17   |
| Brons  | RUS  | Natalya Gorelova       | 4.11,74   |
| 4      | POR  | Carla Sacramento       | 4.11,76   |
| 5      | BUL  | Daniela Yordanova      | 4.12,79   |
| 6      | BLR  | Alesya Turova          | 4.13,67   |
| 7      | ESP  | Nuria Fernández        | 4.15,37   |
| 8      | SLO  | Helena Javornik        | 4.15,76   |

### 3000 m
| rang   | land | naam               | prestatie    |
| ------ | ---- | ------------------ | ------------ |
| Goud   | MAR  | Hicham El Guerrouj | 7.37,74      |
| Zilver | BEL  | Mohammed Mourhit   | 7.38,94      |
| Brons  | ESP  | Alberto García     | 7.39,96      |
| 4      | GBR  | John Mayock        | 7.44,08      |
| 5      | ETH  | Millon Wolde       | 7.44,54      |
| 6      | KEN  | Bernard Lagat      | 7.45,52      |
| 7      | IRL  | Mark Carroll       | 7.46,79      |
| 8      | AUS  | Craig Mottram      | 7.48,34 (AR) |

| rang   | land | naam                 | prestatie    |
| ------ | ---- | -------------------- | ------------ |
| Goud   | RUS  | Olga Jegorova        | 8.37,48 (NR) |
| Zilver | ROU  | Gabriela Szabó       | 8.39,65      |
| Brons  | RUS  | Yelena Zadorozhnaya  | 8.40,15 (PB) |
| 4      | ESP  | Marta Domínguez      | 8.40,98 (NR) |
| 5      | CHN  | Yanmei Dong          | 8.41,34 (AR) |
| 6      | AUS  | Benita Willis        | 8.42,75 (AR) |
| 7      | IRL  | Sonia O'Sullivan     | 8.44,37 (NR) |
| 8      | GBR  | Hayley Parry-Tullett | 8.45,36 (PB) |

### 60 m horden
| rang   | land | naam               | prestatie |
| ------ | ---- | ------------------ | --------- |
| Goud   | USA  | Terrence Trammell  | 7,51      |
| Zilver | CUB  | Anier García       | 7,54 (SB) |
| Brons  | RSA  | Shaun Bownes       | 7,55      |
| 4      | SWE  | Robert Kronberg    | 7,57      |
| 5      | CUB  | Yoel Hernández     | 7,58 (SB) |
| 6      | AUT  | Elmar Lichtenegger | 7,65      |
| 7      | HAI  | Dudley Dorival     | 7,73      |
| 8      | LAT  | Staņislavs Olijars | 12,77     |

| rang   | land | naam                  | prestatie |
| ------ | ---- | --------------------- | --------- |
| Goud   | USA  | Anjanette Kirkland    | 7,85      |
| Zilver | JAM  | Michelle Freeman      | 7,92      |
| Brons  | FRA  | Nicole Ramalalanirina | 7,96      |
| 4      | KAZ  | Olga Sjisjigina       | 7,96      |
| 5      | RUS  | Svetlana Laukhova     | 7,99      |
| 6      | FRA  | Linda Ferga           | 8,06      |
| 7      | USA  | Bisa Grant            | 8,09      |
| 8      | JAM  | Lacena Golding        | 8,24      |

### Verspringen
| rang   | land | naam                    | prestatie |
| ------ | ---- | ----------------------- | --------- |
| Goud   | CUB  | Iván Pedroso            | 8,43 (WL) |
| Zilver | CAY  | Kareem Streete-Thompson | 8,16 (NR) |
| Brons  | POR  | Carlos Calado           | 8,16 (NR) |
| 4      | AUS  | Peter Burge             | 8,11 (AR) |
| 5      | USA  | Melvin Lister           | 8,10      |
| 6      | USA  | Kevin Dilworth          | 7,97      |
| 7      | RUS  | Vladimir Malyavin       | 7,94      |
| 8      | RUS  | Vitaliy Shkurlatov      | 7,80      |

| rang   | land | naam                  | prestatie |
| ------ | ---- | --------------------- | --------- |
| Goud   | USA  | Dawn Burrell          | 7,03 (WL) |
| Zilver | RUS  | Tatjana Kotova        | 6,98 (SB) |
| Brons  | ESP  | Niurka Montalvo       | 6,88 (RN) |
| 4      | ITA  | Fiona May             | 6,87      |
| 5      | GER  | Heike Daute-Drechsler | 6,75 (SB) |
| 6      | RUS  | Lyudmila Galkina      | 6,71      |
| 7      | CHN  | Yingnan Guan          | 6,59      |
| 8      | LAT  | Valentina Gotovska    | 6,46      |

### Hink-stap-springen
| rang   | land | naam                 | prestatie  |
| ------ | ---- | -------------------- | ---------- |
| Goud   | ITA  | Paolo Camossi        | 17,32 (NR) |
| Zilver | GBR  | Jonathan Edwards     | 17,26      |
| Brons  | AUS  | Andrew Murphy        | 17,20 (AR) |
| 4      | GER  | Charles Friedek      | 17,13      |
| 5      | BUL  | Rostislaw Dimitrow   | 16,91      |
| 6      | ITA  | Fabrizio Donato      | 16,77      |
| 7      | CUB  | Michael Calvo        | 16,75      |
| 8      | BLR  | Aleksandr Glavatskiy | 16,49      |

| rang   | land | naam             | prestatie  |
| ------ | ---- | ---------------- | ---------- |
| Goud   | BUL  | Tereza Marinova  | 14,91 (PB) |
| Zilver | RUS  | Tatjana Lebedeva | 14,85      |
| Brons  | USA  | Tiombe Hurd      | 14,19 (PB) |
| 4      | MDA  | Olga Bolshova    | 14,17 (NR) |
| 5      | RUS  | Oksana Rogova    | 14,17      |
| 6      | ROU  | Cristina Nicolau | 14,05      |
| 7      | SLO  | Anja Valant      | 13,84      |
| 8      | ROU  | Adelina Gavrila  | 13,77      |

### Hoogspringen
| rang   | land | naam              | prestatie |
| ------ | ---- | ----------------- | --------- |
| Goud   | SWE  | Stefan Holm       | 2,32      |
| Zilver | UKR  | Andrej Sokolovsky | 2,29      |
| Brons  | SWE  | Staffan Strand    | 2,29      |
| 4      | USA  | Nathan Leeper     | 2,29      |
| 5      | CUB  | Javier Sotomayor  | 2,25      |
| 5      | GER  | Martin Buss       | 2,25      |
| 7      | RUS  | Jaroslav Rybakov  | 2,25      |
| 8      | UKR  | Serhij Dymtsjenko | 2,25      |

| rang   | land | naam                 | prestatie |
| ------ | ---- | -------------------- | --------- |
| Goud   | SWE  | Kajsa Bergqvist      | 2,00 (WL) |
| Zilver | UKR  | Inha Babakova        | 2,00 (WL) |
| Brons  | BUL  | Venelina Veneva      | 1,96      |
| 4      | USA  | Amy Acuff            | 1,96 (PB) |
| 5      | HUN  | Dóra Györffy         | 1,93      |
| 5      | UKR  | Vita Palamar         | 1,93      |
| 7      | ESP  | Ruth Beitia          | 1,93      |
| 8      | ROU  | Monica Iagar-Dinescu | 1,93      |

### Polsstokhoogspringen
| rang   | land | naam                | prestatie |
| ------ | ---- | ------------------- | --------- |
| Goud   | USA  | Lawrence Johnson    | 5,95      |
| Zilver | USA  | Tye Harvey          | 5,90      |
| Brons  | FRA  | Romain Mesnil       | 5,85      |
| 4      | ISR  | Aleksandr Averboech | 5,70      |
| 5      | RUS  | Pavel Gerasimov     | 5,70 (PB) |
| 6      | ESP  | Montxu Miranda      | 5,70 (SB) |
| 7      | RSA  | Okkert Brits        | 5,60      |
| 8      | TCH  | Štepán Janacek      | 5,60      |

| rang   | land | naam                | prestatie  |
| ------ | ---- | ------------------- | ---------- |
| Goud   | TCH  | Pavla Hamácková     | 4,56 (WMR) |
| Zilver | RUS  | Svetlana Feofanova  | 4,51       |
| Brons  | USA  | Kellie Suttle       | 4,51       |
| 4      | USA  | Stacy Dragila       | 4,51       |
| 5      | BUL  | Tanya Koleva        | 4,35       |
| 6      | GER  | Yvonne Buschbaum    | 4,25       |
| 7      | RUS  | Jelena Isinbajeva   | 4,25       |
| 8      | UKR  | Anzjela Balakhonova | NM         |

### Kogelstoten
| rang   | land | naam             | prestatie  |
| ------ | ---- | ---------------- | ---------- |
| Goud   | USA  | John Godina      | 20,82 (SB) |
| Zilver | USA  | Adam Nelson      | 20,72      |
| Brons  | ESP  | Manuel Martínez  | 20,67      |
| 4      | FIN  | Timo Aaltonen    | 20,24 (SB) |
| 5      | ITA  | Paolo Dal Soglio | 20,17      |
| 6      | CZE  | Miroslav Menc    | 20,08      |
| 7      | SLO  | Milan Haborák    | 20,05      |
| 8      | UKR  | Joeri Bilonoh    | 19,71      |

| rang   | land | naam                        | prestatie  |
| ------ | ---- | --------------------------- | ---------- |
| Goud   | RUS  | Larisa Peleshenko           | 19,84      |
| Zilver | BLR  | Nadzeja Astaptsjoek         | 19,24 (PB) |
| Brons  | RUS  | Svetlana Kriveljova         | 19,18      |
| 4      | GER  | Nadine Kleinert             | 18,87      |
| 5      | CUB  | Yumileidi Cumbá             | 18,61      |
| 6      | POL  | Katarzyna Zakowicz          | 18,59 (PB) |
| 7      | CHN  | Xiaoyan Cheng               | 18,22      |
| 8      | POL  | Krystyna Danilczyk-Zabawska | 18,12 (SB) |

### Zevenkamp/Vijfkamp
| rang   | land | naam                | prestatie |
| ------ | ---- | ------------------- | --------- |
| Goud   | CZE  | Roman Šebrle        | 6420 (WL) |
| Zilver | ISL  | Jón Arnar Magnússon | 6233      |
| Brons  | RUS  | Lew Lobodin         | 6202      |
| 4      | USA  | Stephen Moore       | 6132 (PB) |
| 5      | EST  | Erki Nool           | 6074      |
| 6      | UKR  | Oleksandr Joerkov   | 6059      |
| 7      | POR  | Mário Aníbal        | 5867      |
| 8      | USA  | Chris Huffins       | NM        |

| rang   | land | naam                       | prestatie |
| ------ | ---- | -------------------------- | --------- |
| Goud   | BLR  | Natalya Sazanovich         | 4850      |
| Zilver | RUS  | Jelena Prochorowa          | 4711      |
| Brons  | GER  | Karin Specht-Ertl          | 4678      |
| 4      | RUS  | Natalya Roshchupkina       | 4664      |
| 5      | GER  | Sabine Braun               | 4646      |
| 6      | TUR  | Anzhela Atroshchenko-Kinet | 4558      |
| 7      | LAT  | Liga Klavina               | 4334      |
| 8      | POL  | Urszula Wlodarczyk         | 3434      |

### 4 x 400 m estafette
| rang   | land | naam                                                                   | prestatie    |
| ------ | ---- | ---------------------------------------------------------------------- | ------------ |
| Goud   | POL  | Piotr Rysiukiewicz Piotr Haczek Jacek Bocian Robert Maćkowiak          | 3.04,47      |
| Zilver | RUS  | Aleksandr Ladeyshchikov Ruslan Mashchenko Boris Gorban Andrey Semyonov | 3.04,82 (NR) |
| Brons  | JAM  | Michael McDonald Davian Clarke Michael Blackwood Danny McFarlane       | 3.05,45      |
| 4      | GBR  | Mark Hylton Du'aine Thorne-Ladejo Matthew Elias Daniel Caines          | 3.09,21      |
| 5      | NIG  | Jude Monye Fidelis Gadzama Sunday Bada Enefiok Udo-Obong               | 3.16,53      |
| 6      | USA  | Milton Campbell Leonard Byrd Trinity Gray Jerome Young                 | DSQ          |

| rang   | land | naam                                                             | prestatie |
| ------ | ---- | ---------------------------------------------------------------- | --------- |
| Goud   | RUS  | Joelia Nosova Olesja Zykina Joelija Sotnikova Olga Kotljarova    | 3.30,00   |
| Zilver | JAM  | Charmaine Howell Juliet Campbell Catherine Scott Sandie Richards | 3.30,79   |
| Brons  | GER  | Claudia Marx Birgit Rockmeier Florence Ekpo-Umoh Shanta Ghosh    | 3.31,00   |
| 4      | USA  | Monique Hennagan Donna Howard Kelli White Tasha Downing          | DSQ       |

## Verklaring
- WR: Wereldrecord
- WMR: Wereldkampioenschapsrecord
- AR: Werelddeel record
- NR: Nationaal record
- WL: Beste jaarprestatie
- PB: Persoonlijk record
- SB: Beste seizoensprestatie
- DNS: Niet gestart
- DNF: Niet gefinisht
- DSQ: Gediskwalificeerd

## Medailleklassement
| Plaats | Land                | Goud | Zilver | Brons | Totaal |
| 1      | Verenigde Staten    | 7    | 7      | 2     | 16     |
| 2      | Rusland             | 4    | 6      | 5     | 15     |
| 3      | Jamaica             | 2    | 2      | 2     | 6      |
| 4      | Tsjechië            | 2    | –      | 1     | 3      |
|        | Zweden              | 2    | –      | 1     | 3      |
| 6      | Marokko             | 2    | –      | –     | 2      |
| 7      | Verenigd Koninkrijk | 1    | 2      | 1     | 4      |
| 8      | Wit-Rusland         | 1    | 1      | 1     | 3      |
| 9      | Cuba                | 1    | 1      | –     | 2      |
| 10     | Bulgarije           | 1    | –      | 1     | 2      |
|        | Portugal            | 1    | –      | 1     | 2      |
| 12     | Bahama's            | 1    | –      | –     | 1      |
|        | Italië              | 1    | –      | –     | 1      |
|        | Mozambique          | 1    | –      | –     | 1      |
|        | Polen               | 1    | –      | –     | 1      |
| 16     | Roemenië            | –    | 2      | –     | 2      |
|        | Oekraïne            | –    | 2      | –     | 2      |
| 18     | Spanje              | –    | 1      | 3     | 4      |
| 19     | Zuid-Afrika         | –    | 1      | 1     | 2      |
| 20     | België              | –    | 1      | –     | 1      |
|        | IJsland             | –    | 1      | –     | 1      |
|        | Kaaimaneilanden     | –    | 1      | –     | 1      |
|        | Oostenrijk          | –    | 1      | –     | 1      |
| 24     | Duitsland           | –    | –      | 2     | 2      |
|        | Frankrijk           | –    | –      | 2     | 2      |
| 26     | Australië           | –    | –      | 1     | 1      |
|        | Kenia               | –    | –      | 1     | 1      |
|        | Nederland           | –    | –      | 1     | 1      |
|        | Zwitserland         | –    | –      | 1     | 1      |

Parijs 1985 · 
Indianapolis 1987 · 
Boedapest 1989 · 
Sevilla 1991 · 
Toronto 1993 · 
Barcelona 1995 · 
Parijs 1997 · 
Maebashi 1999 · 
Lissabon 2001 · 
Birmingham 2003 · 
Boedapest 2004 · 
Moskou 2006 · 
Valencia 2008 ·
Doha 2010 ·
Istanboel 2012 ·
Sopot 2014 ·
Portland 2016 · 
Birmingham 2018 ·
Belgrado 2022 · 
Glasgow 2024 · 
Nanjing 2025 · 
Toruń 2026
Belgische medaillewinnaars · Nederlandse medaillewinnaars